# Oku-Nikkō-Feuchtgebiet
Das Oku-Nikkō-Feuchtgebiet (jap. 奥日光の湿原 Nikkō-Shitsugen) im Norden der japanischen Präfektur Tochigi wurde am 8. November 2005 als Ramsar-Gebiet ausgewiesen.

## Geographie
Das Schutzgebiet hat eine Fläche von 260 ha und liegt im Nordwesten der Stadt Nikkō.
Das Gebiet setzt sich aus dem Hochmoor Senjogahara (auf 1400 m, 174,68 ha), dem Moor und Grasland von Odashirogahara (auf 1410 m, 44,72 ha) sowie dem Yuno-See (auf 1475 m, 35,71 ha) und dem Fluss Yu (Yukawa 5,3 ha) zusammen.

## Flora und Fauna
Nennenswerte Tierarten innerhalb des Schutzgebietes sind der Seeadler (Haliaeetus albicilla albicilla), der Habicht (Accipiter gentilis), der Japanische Wanderfalke (Falco peregrinus japonensis), die Kurzohrfledermaus (Unterart Myotis ikonnikovi hosonoi), die Rötliche Röhrennasenfledermaus (Unterart Murina leucogaster hilgendorfi) und der Japanische Bilch (Glirulus japonicus).
Im Feuchtgebiet überwintern unter anderem Vogelarten wie Anas platyrhybchos, die Pfeifente (Anas penelope), die Reiherente (Aythya fuligula) und der Zwergsäger (Mergus albellus).
Von besonderer Bedeutung ist das Feuchtgebiet für die gefährdeten Algenarten der Biegsamen Glanzleuchteralge (Nitella flexilis) und der Zerbrechlichen Armleuchteralge (Chara globularis).